# بنیاد کلینتون
بنیاد کلینتون، (به انگلیسی: Clinton Foundation) توسط بیل کلینتون رئیس جمهور اسبق ایالات متحده بنیان نهاده شد و هدفش بالابردن امنیت بهداشتی، توان مالی و خدمات شهروندی برای مردم سراسر جهان، در مقابله با چالش‌های متقابل جهانی، اعلام شده‌است.
این بنیاد بر چهار حوزه مهم: امنیت بهداشتی، توانمندسازی اقتصادی، توسعه خدمات شهروندی و آشتی نژادی، قومی و مذهبی متمرکز می‌باشد. بنیاد کلینتون عمدتاً از طریق مشارکت با افراد همفکر، سازمان‌ها، شرکت‌ها و دولت‌ها، خدمت خود را عرضه می‌دارد. دفاتر مرکزی این بنیاد، در شهر نیویورک و لیتل راک، آرکانزاس قرار دارند.
در خصوص کنش‌های مالی بنیاد، جذب کمک مالی از دول و ابرشرکت‌های خارجی، در خصوص شفافیت گزارش اهداه کنندگان مالی به آن و در خصوص تضاد منافع احتمالی بین کمک‌های مالی به بنیاد و اقدامات هیلاری کلینتون وقتی او بین ۲۰۰۹ تا ۲۰۱۳ وزیر امور خارجه ایالات متحده آمریکا بود و متعاقباً در خصوص مبارزات انتخاباتی ۲۰۱۶ او، سؤالاتی مطرح شده است.